# Ohwia caudata
Ohwia caudata là một loài thực vật có hoa trong họ Đậu. Loài này được (Thunb.) H.Ohashi mô tả khoa học đầu tiên.